# 古姆彭卡爾峰

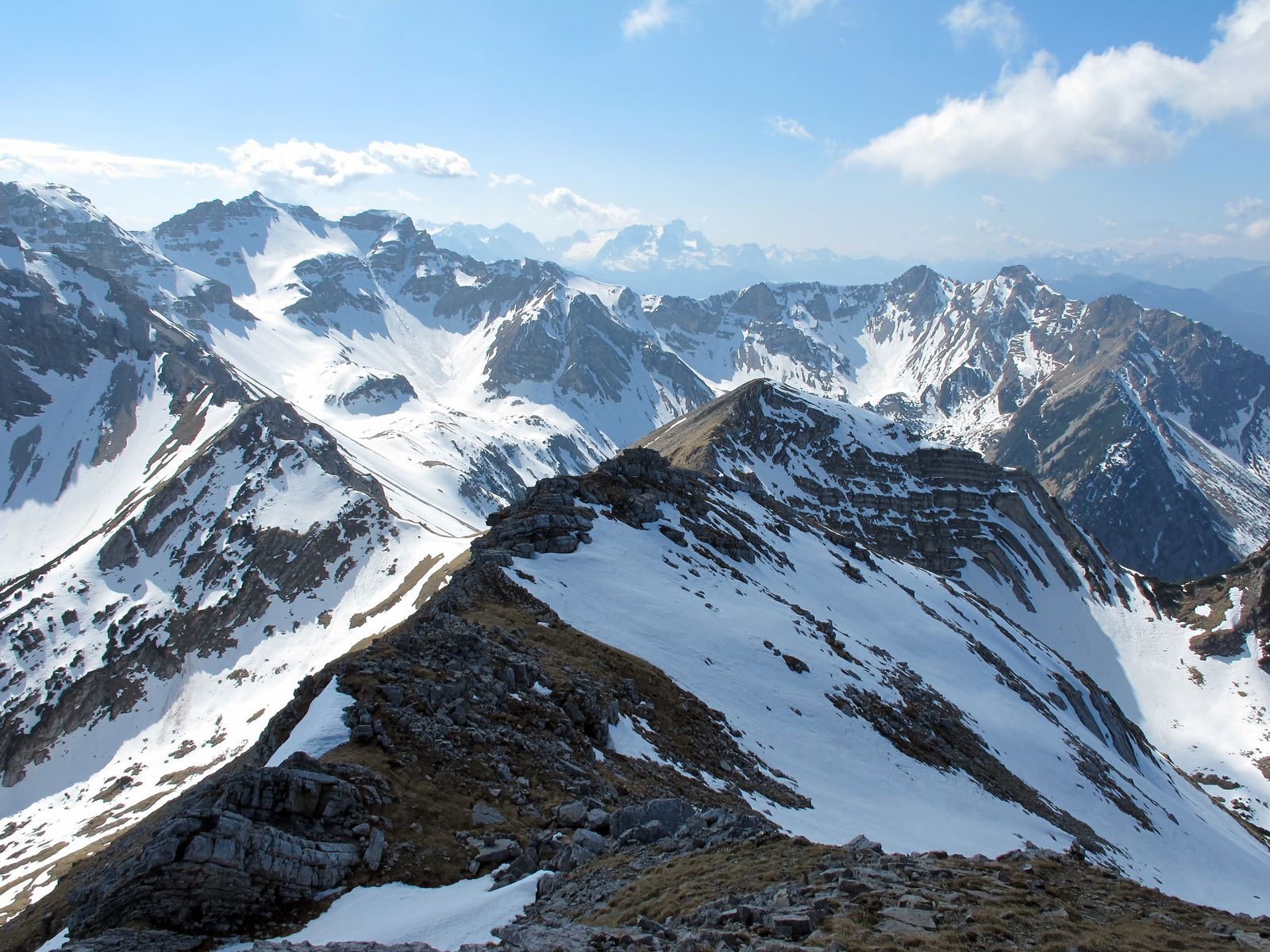

47°29′31″N 11°21′41″E / 47.4919°N 11.36129°E
古姆彭卡爾峰（德語：Gumpenkarspitze），是德國的山峰，位於該國東南部巴伐利亞，由上巴伐利亞行政區負責管轄，屬於卡爾文德爾山脈的一部分，海拔高度2,019米。